# Джон Оссофф
То́мас Джо́натан О́ссофф, відомий як просто Джон О́ссофф (англ. Thomas Jonathan Ossoff, англ. Jon Ossoff; 16 лютого 1987 , Атланта, Джорджія ) — американський політичний діяч і журналіст-розслідувач єврейського походження, сенатор США від Джорджії. Член Демократичної партії. На виборах 2020 року конкурував з республіканцем Девідом Пердью, якого Оссофф переміг у другому турі 5 січня 2021 року. Перемога Оссоффа та Рафаеля Ворнока на виборах до Сенату США повернула Демократичній партії контроль над верхньою палатою Конгресу.
2017 року Оссофф кандидував на посаду члена Палати представників від шостого виборчого округу Джорджії. Він отримав більшість голосів у першому турі, одначе програв у другому, набравши 48,2 % проти 51,8 % у республіканки Карен Гендел.
У січні 2022 проголосував проти проєкту санкцій для газогону «Північний потік-2» як засобу запобігання російському вторгненню в Україну.